# Fáfila Godins
Fáfila Godins ou Fafes Godins de Lanhoso (1190 -?) foi um fidalgo e Cavaleiro medieval português. Foi o 6ª Senhor de Lanhoso.

## Relações familiares
Foi filho de Godinho Fafes de Lanhoso "o Velho" e de Ouroana (ou Gontinha) Mendes de Riba Douro, filha de Mem Moniz de Riba Douro e de  Gontinha Mendes. Casou com Sancha Geraldes Cabrão, filha de Giral Nunes Cabrom e de Sancha Pais, de quem teve:
1. Godinho Fafes casou com Teresa Álvares.
2. Rui Fafes (1215 -?) casou com Teresa Pires Alcoforado.
3. Mem Fafes casou com Uzenda Cubilheira.
4. Hermigo Fafes, Casou com ; Maria Pais de Novaes. Depois de Viuvo ; foi abade no Mosteiro de São Miguel de Refojos de Basto, em Refojos de Basto.
5. Egas Fafes de Lanhoso, Bispo de Coimbra entre 1248 e 1267. Teve uma relação amorosa com Maria Viegas de Regalados, de quem deixou descendência.
6. Soeiro Fafes casou com Constança.
7. Teresa Fafes de Lanhoso casou com João Pires Dulguezes.
8. Urraca Fafes de Lanhoso Casou com João Martins de Fornelos.